# 川越市立中央小学校
川越市立中央小学校（かわごえしりつ ちゅうおうしょうがっこう）は、埼玉県川越市中原町にある公立小学校。

## 沿革
- 1874年（明治7年） - 志義学校として開校[2]。
- 1881年（明治14年） - 緑学校を開設[2]。
- 1886年（明治19年） - 三芳野学校・川越学校・緑学校を統合し、「普育学校」に改称。旧川越学校を第一舎・旧三芳野学校を第二舎・旧緑学校を第三舎・旧志義学校を第四舎とする[2]。
- 1889年（明治22年） - 第二舎を川越高等小学校に移行し、第四舎を第二舎に改称[2]。
- 「川越小学校」に改称[2]。
- 1893年（明治26年） - 「川越尋常小学校」に改称し、第一舎を本校に、第二舎を第一分校に、第三舎を第二分校に移行[2]。
- 1902年（明治35年）5月25日 - 川越尋常小学校第一分校と同校第二分校を統合し、「川越南尋常小学校」に改称[2][3]。
- 1906年（明治39年）9月20日 - 古谷地区の荒川に鉄道橋を架設している様子を視察していた際、児童が川に転落。救助に飛び込んだ教師が激流により殉職[3]。
- 1908年（明治41年）7月1日 - 現在地に移転[3]。
- 1909年（明治42年）10月13日 - 校旗を制定[3]。
- 1918年（大正7年）3月22日 - 増築校舎を落成[3]。
- 1922年（大正11年）
  - 7月1日 - 校旗の改制式を挙行[3]。
  - 11月25日 - 日本赤十字社埼玉支部川越南小学校赤十字団を設置[3]。
  - 12月1日 - 市制施行に伴い、「川越市立南尋常小学校」に改称[3]。
- 1927年（昭和2年）4月1日 - 「川越市立川越第二尋常小学校」に改称[3]。
- 1932年（昭和7年）9月20日 - 殉職した教師の27回忌に際し、教師の銅像を設置[3]。
- 1941年（昭和16年）4月1日 - 国民学校令施行に伴い、「川越市第三国民学校」に改称[3]。
- 1947年（昭和22年）4月1日 - 学校教育法施行に伴い、「川越市立第三小学校」に改称。川越市立川越第三中学校を併設[3]。
- 1958年（昭和33年）1月31日 - 月吉町に川越市立中央小学校分教場を開設[4]。
- 1959年（昭和34年）4月1日 - 分教場が川越市立月越小学校として独立[3]。
- 1960年（昭和35年）
  - 4月1日 - 「川越市立中央小学校」に改称。特殊学級を開設[3]。
  - 9月1日 - 校歌と新校章を制定[3]。
- 1967年（昭和42年）7月6日 - プールを落成[3]。
- 1973年（昭和48年）12月1日 - 開校百周年記念碑を設置[3]。
- 1978年（昭和53年） - 川越市教育相談室を設置（1980年まで）[1]。
- 1980年（昭和55年）
  - 10月12日 - 新校舎を落成。校庭を整地[3]。
  - 11月12日 - 校舎落成式と歴代校長掲額式を挙行[3]。
- 1984年（昭和59年）3月30日 - 玄関を落成[3]。
- 1985年（昭和60年）2月20日 - 相撲場を落成[3]。
- 1990年（平成2年）12月17日 - コンピュータ室を設置[3]。
- 1995年（平成7年）8月30日 - 管理棟を大規模改造[3]。
- 2001年（平成13年）4月1日 - 情緒通級指導教室を開設[3]。
- 2005年（平成17年） - 校庭を芝生化。西門を設置[2]。
- 2023年（令和5年）12月6日 - 創立150周年記念式典挙行。

## 教育目標
- 次代を担い、たくましく生きる児童の育成
  - かしこく
  - なかよく
  - たくましく

出典：

## 施設概要
主な施設を掲載。
- 校舎（5,078 m2[1]） - 鉄筋コンクリート造4階建て[1][6]
- 体育館（808 m2[1]）
- プール
- 校庭（5,802 m2[1]）

校舎と体育館は2010年に耐震補強工事を施している。

## 学区
- 川越市
  - 中原町1丁目
  - 中原町2丁目
  - 旭町1丁目（1番地、12 - 15番地、24 - 27番地）
  - 新富町1丁目
  - 新富町2丁目
  - 通町
  - 仲町（1番地1 - 1番地7、1番地25以降、3番地1 - 3番地6、3番地18以降、5番地1・5番地2、16番地1・16番地2）
  - 東田町（1 - 8番地）
  - 松江町1丁目（21番地9 - 21番地17、22番地以降）
  - 松江町2丁目（1番地1 - 1番地4、12番地以降）
  - 南通町（20番地6 - 20番地15）
  - 連雀町
  - 六軒町1丁目
  - 六軒町2丁目（13番地1 - 13番地6、14 - 16番地）
  - 脇田町（3・5番地、7 - 14番地、27 - 34番地）
  - 脇田本町（17 - 20番地、28 - 36番地7）

出典：

## 進学先の中学校
- 川越市立富士見中学校（川越市東田町）
- 川越市立川越第一中学校（川越市小仙波町）

出典：

## アクセス

### 鉄道
- 西武鉄道新宿線本川越駅から、徒歩約7分。
- 東武鉄道東上本線川越市駅から、徒歩約9分。

### バス
- 西武バス・東武バス「中原町」バス停から、徒歩約3分。

## 周辺
- 本川越病院 - 川越市道をはさんで、敷地が隣接。
- 学校法人えのもと学園川越幼稚園 - 進学前幼稚園のひとつ
- 川越市産業観光館「小江戸蔵里」
- 蓮馨寺
- 子育て安心施設すくすくかわごえ
  - 川越市保育ステーション
  - 子育て支援センター
  - 子育て世代包括支援センター
- 埼玉県立川越女子高等学校
- 西武鉄道新宿線本川越駅
- 西武本川越ぺぺ
- 埼玉県警川越警察署本川越駅前交番